# Nasir al-Dawla
Abu Muhammad al-Hasan ibn Abu'l-Hayja 'Abdallah ibn Hamdan al-Taghlibi (en arabe : أبو محمد الحسن ابن أبو الهيجاء عبدالله ابن حمدان ناصر الدولة التغلبي, mort en 968 ou 969), plus connu par son laqab Nasir al-Dawla (« Défenseur des Abbassides »), est le deuxième dirigeant hamdanide de l'émirat de Mossoul, qui englobe la plupart de la Jazira.
En tant que principal membre de la dynastie hamdanide, il hérite du pouvoir familial que détient son père autour de Mossoul. Il parvient à s'assurer la mainmise sur l'émirat en dépit de l'opposition de ses oncles. Rapidement, il est impliqué dans les intrigues de cour du califat abbasside à Bagdad et, entre 942 et 943, avec l'aide de son frère Ali (connu sous le nom de Sayf al-Dawla), il devient amir al umara soit le chef des émirs, titre détenu par le régent de facto du califat. Toutefois, il doit revenir à Mossoul sous la pression des troupes turques et ses tentatives répétées de contester la domination des Bouyides en Irak sont des échecs. A deux reprises, Mossoul est prise par les Bouyides qui ne parviennent pas à la tenir en raison de l'opposition de la population locale. Néanmoins, ces événements affaiblissent la position de Nasir al-Dawla dont l'influence décline. Peu à peu, son frère Ali gagne en prestige alors qu'il établit son propre émirat autour d'Alep, au nord de la Syrie. Après 964, Abu Taghlib, le fils aîné de Nasir, exerce de facto le pouvoir sur l'émirat puis, en 967, il dépose son père qui meurt en captivité un ou deux ans plus tard.

## Biographie

### Origine et famille

Arbre généalogique des Hamdanides.

Nasir al-Dawla est né sous le nom d'al-Hasan ibn Abdallah et est le fils aîné d'Abu'l-Hayja Abdallah ibn Hamdan (mort en 929), le fils d'Hamdan ibn Hamdun ibn al-Harith, fondateur de la dynastie des Hamdanides. Ces derniers sont une branche de la tribu arabe des Banu Taghlib, vivant dans la région de la Haute Mésopotamie (la Jariza) depuis les temps pré-islamiques. Historiquement, cette tribu contrôle Mossoul et ses alentours jusqu'à la fin du IXe siècle, quand les Abbassides tentent d'affirmer un pouvoir plus fort sur la province. Hamdan ibn Hamdun est alors l'un des chefs les plus déterminés des Taghlib face à cette ingérence. Pour contrecarrer les visées des Abbassides, il s'assure l'alliance des Kurdes qui vivent dans les montagnes au nord de Mossoul, ce qui joue un rôle central dans le destin de la famille hamdanide. Plusieurs de ses membres se marient avec des Kurdes qui occupent aussi une place importante dans l'armée des Hamdanides,. 
Les territoires d'Hamdan sont malgré tout conquis par le calife Al-Mutadid en 895 et Hamdan lui-même doit se rendre près de Mossoul. Il est emprisonné mais son fils, Husayn ibn Hamdan, qui a livré la forteresse d'Ardumucht aux forces califales, assure l'avenir familial. Il lève des troupes parmi les Taghlib en échange d'exemptions fiscales et s'affirme comme un dirigeant influent dans la Jazira, agissant comme médiateur entre les Abbassides et les Arabes et les Kurdes. Sa base locale solide permet aux Hamdanides de survivre à ses relations tendues avec le pouvoir central de Bagdad au début du Xe siècle,. Husayn est un général capable, se distinguant en combattant les Kharidjites et les Toulounides. Toutefois, il tombe en disgrâce après avoir soutenu l'usurpation avortée d'Abdullah ibn al-Mu'tazz en 908. Son jeune frère, Ibrahim, est gouverneur de la région de Diyar Rabi'a (autour de Nusaybin) en 919 et, après sa mort en 920, c'est son jeune frère Dawud qui lui succède,. En outre, Abdallah, le fils d'Hamdan, sert comme émir de Mossoul entre 905/906 et 913/914. Tombant plusieurs fois en disgrâce, il retrouve les faveurs du pouvoir central dès lors que la situation politique évolue à Bagdad. En 925-926, il retrouve son poste à Mossoul. Il jouit de relations solides avec Mou'nis al-Muzaffar, le général en chef du califat et, en 929, il joue un rôle important dans la courte usurpation d'Al-Qahir face à Al-Muqtadir, ce qui lui coûte la vie lors de la répression qui s'ensuit,. Selon l'historien Marius Canard, Abdallah s'est affirmé comme le membre le plus important de la première génération de la dynastie hamdanide et peut être considéré comme le fondateur de l'émirat hamdanide de Mossoul.

### Consolidation de l'emprise sur la Jazira

Carte de la Jazira, terre des Hamdanides.

Lors de ses absences de Mossoul, Abdallah a plusieurs fois confié la direction de Mossoul à son fils Nasir al-Dawla. À la mort d'Abdallah, al-Muqtadir se venge des Hamdanides en nommant un nouveau gouverneur à Mossoul, non lié à leur famille. Quant aux domaines d'Abdallah, ils sont divisés entre ses fils survivants. Faisant face aux prétentions de ses oncles, Nasir al-Dawla ne dirige plus qu'un petit territoire situé sur la rive gauche du Tigre. En 930, après la mort du gouverneur califal, Nasir al-Dawla parvient à reprendre le contrôle de Mossoul mais ses oncles Nasr et Sa'id ne tardent pas à le déposer et à l'exiler dans les zones occidentales de la province de Diyar Rabi'a. En 934, Nasir al-Dawla reprend à nouveau Mossoul mais Sa'id, vivant alors à Bagdad, bénéficie du soutien du califat et l'évince une nouvelle fois. Nasir fuit en Arménie où il orchestre la mort de son oncle. Cela lui permet enfin de devenir le dirigeant permanent de Mossoul. Finalement, après avoir vaincu les forces califales et la tribu des Banu Habib à la fin de l'année 935, le calife Ar-Radi est contraint de le reconnaître comme gouverneur de Mossoul et de la Jazira, en échange d'un tribut annuel de 70 000 dinars d'or et d'approvisionnements en farine pour les deux capitales califales que sont Bagdad et Samarra.
Toutefois, Nasir est toujours confronté à des résistances en dehors du cercle familial. Dans la région de Diyar Bakr, le gouverneur de Silvan, Ali ibn Ja'far, se rebelle contre lui et, dans la région de Diyar Mudar, les tribus Qaysites autour de Saruj se révoltent. Néanmoins, Nasir réprime ces soulèvements et s'assure du contrôle de l'ensemble de la Jazira à la fin de l'année 936. Il peut notamment compter sur son frère Ali, qui obtient le gouvernorat des deux provinces rebelles en récompense,. Dans le même temps, la tribu vaincue des Banu Habib, qui compte 10 000 hommes et est dirigée par al-Ala ibn al-Mou'ammar, quitte ses terres et fuit vers des terres dominées par l'Empire byzantin. Ce déplacement inhabituel peut être expliqué par le fait qu'une partie significative de la tribu est toujours chrétienne, à moins qu'elle ne soit soumise à la pression de tribus situées plus au sud, désireuses d'occuper leurs pâturages. Cependant, le but principal de cette migration est avant tout d'échapper à l'autorité et à la fiscalité des Hamdanides. Enfin, Nasir al-Dawla tente d'étendre son contrôle sur l'Azerbaïdjan, dirigée par les Sajides, mais ses efforts restent vains.

### Lutte pour le contrôle du califat
Alors qu'il consolide son emprise sur Mossoul, Nasir al-Dawla manifeste sa loyauté aux Abbassides. Ainsi, il refuse de soutenir la révolte de Mou'nis al-Kadim contre le calife al-Mouqtadir en 932. Si Mou'nis parvient à renverser et à tuer le calife, le gouvernement central ne tarde pas à s'effondrer. Finalement, en 936, le puissant gouverneur de Wasit, Mohammed ibn Ra'iq, endosse le titre d' amir al-umara (chef des émirs) et prend de facto le contrôle du califat. Le calife en titre, Ar-Radi, ne joue qu'un rôle de figuration tandis que l'administration civile voit son pouvoir et ses effectifs être fortement réduits. Néanmoins, la position d'Ibn Ra'iq est fragile et une lutte de pouvoir complexe éclate parmi les différents chefs locaux, les Turcs et les chefs militaires daylamites pour prendre son poste et dominer le califat. Elle se termine en 946 avec le succès des Bouyides,.
A la fin des années 930, Nasir al-Dawla entend capitaliser sur son contrôle d'un territoire riche et vaste pour intervenir dans les intrigues de la cour abbasside et prétendre au titre d' amir al-umara. Au début, il parvient à exploiter la faiblesse du gouvernement abbasside pour échapper au paiement du tribut mais le turc Bajkam, qui a déposé Ra'iq en 938, le contraint rapidement à le payer de nouveau. Par la suite, Nasir soutient Ibn Ra'iq alors que ce dernier cherche à reprendre son poste. Bajkam essaie de son côté d'évincer Nasir de sa domination sur la Jazira mais il échoue et est finalement tué dans une embuscade tendue par des Kurdes au début de l'année 941,. Les circonstances tournent en faveur de Nasir al-Dawla au début de l'année 942, quand le calife Al-Muttaqi et ses principaux lieutenants fuient Bagdad pour échapper à la chute imminente de la ville au profit des Barides de Bassorah. Ils trouvent alors refuge à Mossoul et Nasir en profite pour revendiquer directement le pouvoir. Il fait assassiner Ibn Ra'iq et lui succède comme amir al-umara, recevant alors son laqab qui le fait connaître sous le nom de Nasir al-Dawla soit défenseur de la dynastie. Il escorte ensuite le calife vers Bagdad où ils entrent le 4 juin 942. Pour renforcer sa position, Nasir al-Dawla marie sa fille au fils du calife,. Il doit aussi beaucoup à l'intervention de son cousin, Husayn ibn Sa'id et de son frère, Ali, qui combattent les Barides qui contrôlent encore la riche province de Bassorah et sont déterminés à reprendre Bagdad. Après avoir remporté une victoire contre eux, Ali reçoit le laqab de Sayf al-Dawla (l'épée de la dynastie) qui le rend célèbre,. Cette double récompense des Hamdanides est aussi la première fois qu'un laqab comprenant le qualificatif prestigieux d'al-Dawla est conféré à quelqu'un d'autre que le vizir (le premier ministre du calife). Elle symbolise l'affirmation du pouvoir militaire sur l'administration civile.
Le succès des Hamdanides et leur domination sur Bagdad durent à peine plus d'un an. Ils manquent de ressources et sont politiquement isolés, ne trouvant que peu de soutiens parmi les vassaux les plus puissants du califat, notamment les Samanides de Transoxiane et les Ikhchidides d'Egypte. Ainsi, quand à la fin de l'année 943, une mutinerie éclate dans l'armée (principalement composée de Turcs, de Daylamites et de Qarmates) à propos de la solde, les Hamdanides doivent quitter Bagdad et se replier sur Mossoul,,. Le calife al-Muttaqi nomme comme amir al-umara Tuzun, le chef de la révolte mais ses pratiques violentes et péremptoires conduisent al-Muttaqi à de nouveau chercher refuge à Mossoul. Les Hamdanides, désormais dirigés par Sayf al-Dawla, entrent en guerre contre Tuzun mais sont vaincus et concluent avec un traité qui leur permet de garder la contrôle de la Jazira et, formellement, du nord de la Syrie (non contrôlé par la Syrie à l'époque), en échange du paiement d'un tribut annuel de 3,6 millions de dirhams,,. 
Dans le même temps, le calife est amené à Raqqa pour assurer sa sécurité alors que Husayn ibn Sa'id tente de soumettre le nord de la Syrie et d'empêcher le gouverneur d'Egypte, Muhammad ben Tughj, de s'en emparer. Néanmoins, c'est un échec car Muhammad parvient à progresser en Syrie, à prendre Alep et à marcher sur Raqqa où il rencontre le calife. Il tente de le persuader de venir en Egypte sous sa protection mais le calife refuse et Muhammad y revient seul. En réalité, al-Muttaqi est convaincu par les assurances de loyauté de Tuzun et accepte de revenir à Bagdad où il est rapidement déposé et aveuglé, pour être remplacé par Al-Mustakfi. Quand il apprend cet événement, Nasir al-Dawla refuse de payer le tribut dû mais Tuzun le contraint à y renoncer. Dorénavant, les Hamdanides sont bien tributaires de Bagdad mais Nasir al-Dawla reste réticent à accepter d'avoir perdu l'influence qu'il avait sur Bagdad et les années qui suivent sont marquées par les tentatives d'en reprendre le contrôle.

### Guerre avec les Bouyides
A la fin de l'année 945, Tuzun décède. Sa mort affaiblit la capacité du gouvernement abbasside à maintenir son indépendance face à la montée en puissance des Bouyides qui, dirigés par Ahmad ibn Buya, contrôlent déjà les provinces de Fars et de Kerman, et ont renforcé leur alliance avec les Barides. Le secrétaire d'Al-Mustakfi, Ibn Chirzad, tente de s'opposer aux Bouyides en faisant appel à Nasir al-Dawla mais Ahmad continue de progresser sur Bagdad et, en janvier 946, il impose sa nomination comme amir al-umara, avec le titre honorifique de Mu'izz al-Dawla (celui qui renforce le califat). Pour garantir leur position, les Bouyides marchent immédiatement contre les Hamdanides. Nasir al-Dawla réagit en progressant le long du Tigre et en bloquant Bagdad. Toutefois, il finit par être vaincu lors d'une bataille et il doit fuir vers Oukbara. De là, il entame des négociations avec les Bouyides dans le but de se voir reconnaître le contrôle des Hamdanides sur la Jazira, le Syrie et même l'Egypte, en tant que tributaires du califat. Les négociations sont interrompues par l'éclatement d'une rébellion au sein des forces turques de l'armée hamdanide. Mu'izz al-Dawla, qui désire avant tout assurer la stabilité sur sa frontière nord, aide Nasir à la réprimer et la paix est signée dans les termes cités ci-dessus, tandis que l'un des fils de Nasir est envoyé à Bagdad comme otage.
La rivalité reprend totuefois en 948, quand Mu'izz al-Dawla marche de nouveau contre Mossoul mais doit abandonner sa campagne pour aider son frère, Rukn ad-Dawla, confronté à des troubles en Perse. Nasir al-Dawla accepte de reprendre le paiement d'un tribut en échange de la Jazira et de la Syrie, ainsi que d'ajouter les noms des trois frères bouyides après celui du calife dans la prière du vendredi. Néanmoins, la guerre reprend en 956-958. Les Bouyides doivent alors combattre une rébellion de leurs forces daylamites, dirigées par Ruzbahan, au sud de l'Irak. Nasir en profite pour progresser vers le sud et prendre Bagdad. Cependant, dès la répression de la révolte, les Hamdanides doivent abandonner le terrain conquis face à la contre-offensive des Bouyides. La paix est renouvelée en échange de la reprise du tribut et du paiement d'une indemnité additionnelle. Malgré tout, Nasir refuse de payer au bout de deux ans et les Bouyides repartent en guerre vers le nord. Les Hamdanides n'ont alors pas les moyens de s'opposer à la force d'invasion et Nasir al-Dawla fuit Mossoul pour Silvan puis Alep, où réside son frère Sayf al-Dawla. Les Bouyides en profitent pour s'emparer de Mossoul et Nusaybin, tandis que les Hamdanides et leurs partisans se replient dans les montagnes avec leur richesse ainsi que les registres fiscaux et les textes administratifs. Rapidement, les Bouyides s'avèrent incapables de tenir le terrain, d'autant que les troupes daylamites attisent l'opposition de la population qui mène des opérations de guérilla contre elles. Sayf al-Dawla tente de jouer les intermédiaires auprès de Mu'izz al-Dawla mais sa première tentative est rejetée. Finalement, quand il accepte de payer le tribut dû par son frère pour la région de Diyar Rabi'a, le dirigeant bouyide accepte de signer la paix. Cet accord marque un changement de position au sein de la famille des Hamdanides puisque sa branche syrienne est désormais prédominante.
En 964, Nasir al-Dawla tente de renégocier les termes de l'accord mais aussi de s'assurer que les Bouyides reconnaissent son fils aîné, Fadl Allah Abu Taghlib al-Ghadanfar, comme son successeur. Mu'izz al-Dawla refuse les demandes de Nasir et envahit une nouvelle fois son territoire. De nouveau, Mossoul et Nusaybin tombent tandis que les Hamdanides trouvent refuge dans leurs forteresses en montagne. Tout comme en 958, les Bouyides ne parviennent pas contrôler le territoire conquis et un accord est bientôt trouvé, permettant aux Hamdanides de revenir à Mossoul. Toutefois, c'est bien Abu Taghlib qui apparaît désormais comme le réel dirigeant à Mossoul et c'est bien avec lui que Mu'izz al-Dawla conclut la paix, plus qu'avec son père vieillissant. Le règne de ce dernier se termine en 967, la même année de la mort de son frère Sayf al-Dawla et de son principal rival, Mu'izz al-Dawla. Il semblerait que Nasir n'ait pas survécu à la mort de son frère qui l'aurait plongé dans une profonde affliction. En réaction, Abu Taghlib le dépose avec l'aide de sa mère, Fatima bint Ahmad. Nasir al-Dawla tente bien de s'opposer à cet acte en se tournant vers l'un de ses fils, Hamdan, mais il est capturé et emprisonné dans la forteresse d'Ardumucht, où il décède en 968 ou 969.

### Politique interne
Nasir al-Dawla est vivement critiqué par ses contemporains en raison de sa politique fiscale oppressive et des souffrances qu'elle cause parmi la population. Le voyageur et géographie Ibn Hawqal, qui se rend dans les domaines de Nasir, rapporte en détail le fait qu'il a mis la main sur les terres les plus fertiles de la Jazira en s'appuyant sur des bases légales fragiles. Ainsi, il devient le plus grand propriétaire terrien de la province. En outre, la monoculture de céréales se développe pour nourrir la population croissante de Bagdad, complétée par une taxation lourde, ce qui fait de Sayf al-Dawla et Nasir al-Dawla les princes les plus riches du monde musulman. Néanmoins, l'administration des Hamdanides reste relativement rudimentaire et le tribut payé aux Bouyides, estimé entre deux et quatre millions de dirhams, est un lourd fardeau pour le trésor.